# Deutscher Eishockeypokal 1983/84
Der Deutsche Eishockey-Pokal wurde in der Saison 1983/84 zum zweiten Mal vom Deutschen Eishockey-Bund ausgespielt.
Der Wettbewerb hatte wie auch vier Jahre später, dann unter dem Namen Bundesliga-Cup, den Charakter eines Überbrückungsturniers der gut einen Monat andauernden Pause während der Olympischen Winterspiele. Das Zuschauerinteresse war gering, weil einerseits die Nationalspieler fehlten, andererseits Spieler geschont wurden, sodass die Vereine oft eigene Juniorenspieler einsetzten. Darüber hinaus bestritten die Mannschaften die Spiele oft unter der Woche, auch am damals ungewohnten Montag. Zudem trug der Kölner EC seine Heimpartien in Troisdorf aus, der EV Landshut spielte in Straubing, Waldkraiburg und Dorfen. Die Zuschauerzahlen bewegten sich daher nur zwischen 300 und 1500. Die Finalspiele wurden vor 1500 Zuschauern in Freiburg und 800 in Rosenheim gespielt.

## Modus
Teilnehmer waren die 10 Mannschaften der Eishockey-Bundesliga. Der Wettbewerb wurde in drei Gruppen zu je drei bzw. vier Mannschaften ausgespielt. Der Gruppensieger der Vierergruppe war automatisch für das Finale qualifiziert. Die beiden Sieger der Gruppen 1 und 2 mussten in zwei Entscheidungsspielen den Finalteilnehmer ausspielen.

## Teilnehmer
- Düsseldorfer EG
- ERC Freiburg
- ECD Iserlohn
- ESV Kaufbeuren
- Kölner EC
- EV Landshut
- Mannheimer ERC
- SC Riessersee
- SB Rosenheim
- Schwenninger ERC

### Gruppe 1 (Nordrhein-Westfalen)
| Datum      | Heim            |   | Gast            | Ergebnis | Drittelergebnisse |
| ---------- | --------------- | - | --------------- | -------- | ----------------- |
| 27.01.1984 | Düsseldorfer EG | – | ECD Iserlohn    | 4:7      | (2:2, 0:2, 2:3)   |
| 29.01.1984 | ECD Iserlohn    | – | Kölner EC       | 9:4      | (3:0, 1:1, 5:3)   |
| 30.01.1984 | Kölner EC       | – | Düsseldorfer EG | 6:0      | (2:0, 1:0, 3:0) 1 |
| 01.02.1984 | Düsseldorfer EG | – | Kölner EC       | 6:2      | (3:1, 3:0, 0:1)   |
| 03.02.1984 | Kölner EC       | – | ECD Iserlohn    | 5:1      | (3:0, 1:1, 1:0) 1 |
| 05.02.1984 | ECD Iserlohn    | – | Düsseldorfer EG | 8:4      | (2:1, 5:2, 1:1)   |

1 in Troisdorf

#### Tabelle
|    | Klub            | Sp | S | U | N | Tore  | Dif. | Punkte |
| -- | --------------- | -- | - | - | - | ----- | ---- | ------ |
| 1. | ECD Iserlohn    | 4  | 3 | 0 | 1 | 25:17 | +8   | 6:2    |
| 2. | Kölner EC       | 4  | 2 | 0 | 2 | 17:16 | +1   | 4:4    |
| 3. | Düsseldorfer EG | 4  | 1 | 0 | 3 | 14:23 | −9   | 2:6    |

### Gruppe 2 (Baden-Württemberg)
| Datum      | Heim             |   | Gast             | Ergebnis | Drittelergebnisse |
| ---------- | ---------------- | - | ---------------- | -------- | ----------------- |
| 25.01.1984 | Schwenninger ERC | – | Mannheimer ERC   | 9:5      | (4:1, 3:1, 2:3)   |
| 27.01.1984 | Mannheimer ERC   | – | ERC Freiburg     | 6:8      | (1:3, 4:1, 1:4)   |
| 29.01.1984 | ERC Freiburg     | – | Schwenninger ERC | 6:5      | (1:2, 3:3, 2:0)   |
| 01.02.1984 | Mannheimer ERC   | – | Schwenninger ERC | 5:3      | (0:1, 3:0, 2:2)   |
| 03.02.1984 | Schwenninger ERC | – | ERC Freiburg     | 4:6      | (0:1, 0:4, 4:1)   |
| 05.02.1984 | ERC Freiburg     | – | Mannheimer ERC   | 3:6      | (1:1, 1:3, 1:2)   |

#### Tabelle
|    | Klub             | Sp | S | U | N | Tore  | Dif. | Punkte |
| -- | ---------------- | -- | - | - | - | ----- | ---- | ------ |
| 1. | ERC Freiburg     | 4  | 3 | 0 | 1 | 23:21 | +2   | 6:2    |
| 2. | Mannheimer ERC   | 4  | 2 | 0 | 2 | 22:23 | −1   | 4:4    |
| 3. | Schwenninger ERC | 4  | 1 | 0 | 3 | 21:22 | −1   | 2:6    |

### Gruppe 3 (Bayern)
| Datum      | Heim             |   | Gast             | Ergebnis | Drittelergebnisse |
| ---------- | ---------------- | - | ---------------- | -------- | ----------------- |
| 24.01.1984 | EV Landshut      | – | SC Riessersee    | 4:3      | (2:0, 2:2, 0:1) 2 |
| 27.01.1984 | SB DJK Rosenheim | – | EV Landshut      | 4:4      | (1:1, 0:2, 3:1)   |
| 27.01.1984 | ESV Kaufbeuren   | – | SC Riessersee    | 10:1     | (4:0, 3:0, 3.1)   |
| 29.01.1984 | EV Landshut      | – | ESV Kaufbeuren   | 3:5      | (0:0, 2:2, 1:3) 3 |
| 31.01.1984 | SC Riessersee    | – | SB DJK Rosenheim | 3:4      | (0:0, 2:2, 1:2)   |
| 02.02.1984 | SB DJK Rosenheim | – | ESV Kaufbeuren   | 4:3      | (1:1, 2:1, 1:1)   |
| 05.02.1984 | SC Riessersee    | – | EV Landshut      | 4:4      | (2:2, 1:1, 1:1)   |
| 05.02.1984 | ESV Kaufbeuren   | – | SB DJK Rosenheim | 4:9      | (1:5, 2:1, 1:3)   |
| 08.02.1984 | EV Landshut      | – | SB DJK Rosenheim | 4:3      | (3:1, 1:0, 0:2) 4 |
| 08.02.1984 | SC Riessersee    | – | ESV Kaufbeuren   | 4:5      | (0:2, 3:1, 1:2)   |
| 10.02.1984 | ESV Kaufbeuren   | – | EV Landshut      | 3:0      | (2:0, 0:0, 1:0)   |
| 10.02.1984 | SB DJK Rosenheim | – | SC Riessersee    | 5:4      | (2:0, 1:1, 2:3)   |

2 in Straubing

3 in Waldkraiburg

4 in Dorfen

#### Tabelle
|    | Klub             | Sp | S | U | N | Tore  | Dif. | Punkte |
| -- | ---------------- | -- | - | - | - | ----- | ---- | ------ |
| 1. | SB DJK Rosenheim | 6  | 4 | 1 | 1 | 29:22 | +7   | 9:3    |
| 2. | ESV Kaufbeuren   | 6  | 4 | 0 | 2 | 30:21 | +9   | 8:4    |
| 3. | EV Landshut      | 6  | 2 | 2 | 2 | 19:22 | −3   | 6:6    |
| 4. | SC Riessersee    | 6  | 0 | 1 | 5 | 19:32 | −13  | 1:11   |

## Zwischenrunde
| Datum      | Heim         |   | Gast         | Ergebnis | Drittelergebnisse |
| ---------- | ------------ | - | ------------ | -------- | ----------------- |
| 08.02.1984 | ECD Iserlohn | – | ERC Freiburg | 4:7      | (2:1, 1:2, 1:4)   |
| 10.02.1984 | ERC Freiburg | – | ECD Iserlohn | 2:2      | (0:0, 1:1, 1:1)   |

## Finale
| Datum      | Heim             |   | Gast             | Ergebnis | Drittelergebnisse |
| ---------- | ---------------- | - | ---------------- | -------- | ----------------- |
| 12.02.1984 | ERC Freiburg     | – | SB DJK Rosenheim | 4:2      | (0:2, 1:0, 3:0)   |
| 14.02.1984 | SB DJK Rosenheim | – | ERC Freiburg     | 5:8      | (1:5, 2:2, 2:1)   |

Damit ist der ERC Freiburg Deutscher Eishockeypokalsieger 1984.